# ジョージ・ライヴス
ジョージ・ロックハート・ライヴス（George Lockhart Rives, 1849年 - 1917年）は、アメリカ合衆国の歴史家、政治家。1887年から1889年まで第17代アメリカ合衆国国務次官補を務めた。

## 生涯
1849年、ライヴスはフランシス・ロバート・ライヴス (Francis Robert Rives, 1822-1891) とマチルダ・アントニア・バークレイ (Matilda Antonia Barclay, 1824-1888) の長子として誕生した。
ライヴスはグロバー・クリーブランド政権のトマス・ベイヤード国務長官の下において、1887年から1889年まで第17代アメリカ合衆国国務次官補を務めた。またライヴスは1913年に『合衆国とメキシコ (1821-1848) : メキシコ独立から米墨戦争の終結までの二国間の関係の歴史』(The United States and Mexico, 1821-1848: A History of the Relations between the Two Countries from the Independence of Mexico to the Close of the War with the United States) を出版した。
ライヴスは1873年にカロライン・モリス・キーン (Caroline Morris Kean, 1849-1887) と結婚した。2人の間にはジョージ・バークレイ・ライヴス (George Barclay Rives, 1874-????) が生まれた。ライヴスは1917年に死去した。
| 公職                                  | 公職                                                   | 公職                        |
| ------------------------------------- | ------------------------------------------------------ | --------------------------- |
| 先代 ジェイムズ・デイヴィス・ポーター | アメリカ合衆国国務次官補 1887年11月19日 - 1889年3月5日 | 次代 ウィリアム・ウォートン |